# Košťany nad Turcom
Košťany nad Turcom és un poble i municipi d'Eslovàquia que es troba a la regió de Žilina, al centre-nord del país. El 2023 tenia 1.440 habitants.

## Demografia
| Godina             | 1994 | 2004   | 2014    | 2024    |
| ------------------ | ---- | ------ | ------- | ------- |
| Nombre de persones | 1089 | 1097   | 1300    | 1473    |
| Diferència         |      | +0,73% | +18,50% | +13,30% |

| Godina             | 2023 | 2024   |
| ------------------ | ---- | ------ |
| Nombre de persones | 1440 | 1473   |
| Diferència         |      | +2,29% |